# Туркмен (шхуна)
«Туркмен» — парусно-винтовая шхуна Каспийской флотилии Российской империи.

## Описание шхуны
Парусно-винтовая шхуна водоизмещением 336 тонн. Длина шхуны между перпендикулярами составляла 41,15—41,2 метра, ширина с обшивкой — 7,3—7,32 метра. На судне была установлена паровая машина мощностью 50 номинальных лошадиных сил. Вооружение шхуны состояло из 5 орудий.

## История службы
Шхуна «Туркмен» была заложена в 1856 году на заводе Шепелевых, в следующем 1857 году судно было спущено на воду и вошло в состав Каспийской флотилии России. Строительство вёл кораблестроитель подполковник корпуса корабельных инженеров М. М. Окунев;.
В кампанию 1858 года выходила в плавания в Каспийское море.
В кампании с 1860 по 1864 годов совершала плавания в Каспийском море и использовалась для выполнения описи и промеров этого моря.
Шхуна «Туркмен» была исключена из списков судов флота 19 (31) января 1870 года.

## Командиры шхуны
Командирами парусно-винтовой шхуны «Туркмен» в составе Российского императорского флота в разное время служили:
- лейтенант Н. П. Сахновский (1858 год)[8];
- лейтенант, а с 26 сентября (8 октября) 1858 года капитан-лейтенант И. П. Левицкий (1858 год)[5];
- лейтенант Ф. Н. Кумани (1860—1864 годы)[9][10].